# José Canga Argüelles

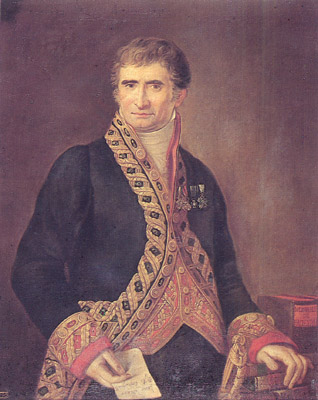
José Canga Argüelles, porträtt av Vicente Arbiol y Rodríguez.

José Canga Argüelles y Cifuentes, född den 17 juli 1770 i Oviedo, död där den 2 december 1843, var en spansk statsman.
Canga Argüelles blev 1812 medlem av nationalförsamlingen och gjorde sig där snart till chef för det konstitutionella partiet, varför Ferdinand VII vid sin tronbestigning (1814) förvisade honom till Peníscola i Valencia. År 1816 upphörde denna förvisning. År 1820, efter återställandet av 1812 års konstitution, blev Canga Argüelles finansminister. Som sådan föreslog han, att skatterna skulle ökas och att en del av de nordafrikanska besittningarna samt kyrkogodsen skulle säljas. Hans förslag blev emellertid inte godkända av representationen. År 1821 utgick han ur ministären, och vid enväldets upprättande, 1823, flydde han till England. Där författade han bland annat Elementas de la ciencia de hacienda (1825) och det omfångsrika verket Diccionario de hacienda (1827–1828). Efter sin återkomst 1829 blev han invald i cortes, där han fortfarande gjorde gemensam sak med de liberala, men han lyckades inte utöva något större inflytande.